# Station Bad Bodenteich
Station Bad Bodenteich (Bahnhof Bad Bodenteich) is een spoorwegstation in de Duitse plaats Bad Bodenteich, in de deelstaat Nedersaksen. Het station ligt aan de spoorlijn Gifhorn - Wieren.

## Indeling
Het station beschikt over één eilandperron, dat niet is overkapt, maar voorzien van abri's. Het perron is te bereiken via een overpad vanaf de straat Lindenstraße. Hier bevinden zich ook een klein parkeerterrein en een fietsenstalling.

## Verbindingen
De volgende treinserie doet het station Bad Bodenteich aan:
| Serie | Treinsoort           | Route                                                            | Bijzonderheden             |
| ----- | -------------------- | ---------------------------------------------------------------- | -------------------------- |
| RB 47 | Regionalbahn (Erixx) | Braunschweig Hbf – Gifhorn – Wittingen – Bad Bodenteich – Uelzen | Rijdt eenmaal per twee uur |